# Ziyariderna
Ziyariderna var en persisk dynasti som härskade i norra Persien 928-1090 främst i provinsen Mazandaran i nuvarande Iran. Mardawi ibn Ziyar grundade 928 med hjälp av samaniderna ett självständigt furstendöme i Tabaristan och Gilan vid sydkusten av Kaspiska havet. Tidvis härskade dynastin även över Isfahan och Fars. Eftersom Tabaristan kontrollerade handelsvägarna mellan Irak och Khorasan och Transoxanien uppnådde furstendömet ekonomiskt välstånd. 
År 1041 tvingades ziyariderna att erkänna seldjukernas överhöghet och femtio år senare blev deras område erövrat av assasinerna.